# サンシャイン・アンダーグラウンド
サンシャイン・アンダーグラウンド(The Sunshine Underground)は、イギリス、リーズ出身のロックバンドである。略称はTSU。バンド名はケミカル・ブラザーズの3rdアルバム『サレンダー』収録の楽曲名に由来する。2006年デビュー。

## 概要
鋭くフックの効いたギターリフとうねるベースラインが交錯したダンサブルでグルーヴ感満点のダンス・ロックを鳴らすインディ・バンドとして頭角を現す。バンド・サウンドでありながらフロアで踊ることに特化したその音楽性から、NME主催の対バンツアーをクラクソンズ、CSSらとともに行い「ニューレイヴ」のバンドとして一躍注目された。
レイブという言葉のイメージからか、彼らのスタイルはクラブ調の音楽と勘違いされることが多いが、実際はダンス・ミュージックの要素をギターロックの方向に取り入れたブロック・パーティーのようなニュー・ウェイヴ・サウンドに近いといえる。メンバーが共通して好きなバンドとしてレディオヘッド、ブラーが挙げられており、そのギターフレーズはグレアム・コクソンからの影響を指摘されている。ヴォーカルを務めるクレイグの歌声や歌唱力がマニック・ストリート・プリーチャーズやザ・キラーズのそれとも比較されることがある。
リーズ市内のあらゆるライブハウスやクラブ、ダンスフロアでのライブを数多くこなしながらのし上がって来たため、その現場叩き上げな演奏力には確かなものがあり、2006年12月のブリティッシュ・アンセムズで初来日公演した際も、同じく出演していたザ・ビューから「今日はお前達に完全にしてやられたよ」と言わしめる抜群のパフォーマンスを披露した。翌年のサマーソニックにも出演。2016年解散。

## メンバー
- クレイグ・ウェリントン(vo/g)
- スチュアート・ジョーンズ(g)
- デイリー・スミス(b)
- マシュー・グウィルト(ds)

## アルバム
- レイズ・ジ・アラーム - Raise the Alarm （2006年）
- ノウバディーズ・カミング・トゥ・セイヴ・ユー - Nobody's Coming To Save You （2010年）